# Andrij Kalasjnykov
Andrij Mykolajovytj Kalasjnykov (ukrainska: Андрій Миколайович Калашников, ryska: Андрей Николаевич Калашников: Andrej Nikolajevitj Kalasjnikov), född den 20 november 1964 i Kiev, är en sovjetisk och ukrainsk före detta brottare som tog OS-brons i flugviktsbrottning i den grekisk-romerska klassen 1996 i Atlanta.